# 四方実一
四方 実一（しかた じつかず、1907年5月25日 - 1997年1月22日）は、日本の教育心理学者。
京都府出身。東京文理科大学心理学科卒、1961年「算数問題解決の教育心理学的研究」で東京教育大学文学博士。京都学芸大学助教授、教授。1966年校名変更で京都教育大学教授。71年定年退官、名誉教授。

## 著書
- 『教育評価のための統計法』東洋書館 1950
- 『教育統計学』東洋書館 1952
- 『算数の心理』日本文化科学社 教育心理新書 1953
- 『算数科の学習心理』明治図書出版 1955
- 『現代教育統計法』日本文化科学社 1957
- 『数学科の学習心理』明治図書出版 1957
- 『算数・数学学習の心理』明治図書出版 数学教育叢書 1960
- 『教育心理学概説』永末書店 1961
- 『算数問題解決の心理』明治図書出版 1962
- 『教育評価法総論』日本文化科学社 1964
- 『心理テスト要説』明治図書出版 1969
- 『学校教育における測定と評価』明治図書出版 1971

### 共編著
- 『学習の心理』林保共著 関書院 1955
- 『教育統計法入門』一谷彊共著 日本文化科学社 1963
- 『小学校学力評価の実際 全教科』編 日本文化科学社 1964
- 『中学校学力評価の実際 全教科』編 日本文化科学社 1964

## 論文
- <四方実一